# Zandokht Shirazi
Faḵr-al-Molūk Zandpūr (en persan : فحرالملوک زندپور), née en 1909 à Chiraz et morte en 1952, est une pionnière dans les droits des femmes en Iran. Fondatrice, en 1927, de la Société révolutionnaire des femmes (en persan : مجمع انقلابی نسوان, Majmaʿ-e enqelāb-e neswān), elle prône l'égalité de droits entre femmes et hommes, appelle à ce que les femmes aient le choix de porter le voile ou non, et est l'une des premières femmes de Chiraz à se dévoiler en public[réf. souhaitée].
Elle est l'éditrice et la rédactrice en chef du Doḵtarān-e Īrān, magazine mensuel iranien féminin publié du 23 juillet 1931 au novembre 1932, sous le pseudonyme de Zandokht Shirazi (en persan : زندخت شیرازی, Zand-doḵt Shīrāzī).